# São Sebastião da Giesteira
São Sebastião da Giesteira is een plaats (freguesia) in de Portugese gemeente Évora en telt 790 inwoners (2001).